# Кротково (Ульяновская область)
Кротково — село Сенгилеевского района Ульяновской области, в составе Елаурского сельского поселения.

## География
Находится на расстоянии примерно 23 километра по прямой на юго-запад от районного центра города Сенгилей.

## Топоним
Своё название "Кротково" получило от фамилии воеводы Кроткова, «который воеводствовал и основал село Кротково в царствование императора Петра Великого, награждён множеством больших вотчин в разных местах Российской империи и, за доставление огромного количества хлеба на продовольствие армии получил название «Русскаго Хлебодара».

## История
Село известно со второй половины XVII века, как острог на южных подступах к Симбирску, основанное  стрельцами и казаками. После перевода казаков в Азов Кротково перешло во владение служилых дворян Кротковых, фамилия которых стала основой названия села. Ранее село Кротково носило название Богородское (Тукшум тож), а потом получило название от фамилии местного воеводы, который также построил и первую деревянную Николаевскую церковь. Кроме Кротковых в селе были имения помещиков Фатьяновых и князей Гагариных.
Тёплый храм, каменный, был построен в 1754 году, помещиком Иваном Георгиевичем Кротковым; престол в нём в честь Казанской иконы Божьей Матери.
В 1780 году село Тукшум, Богородское вошло в состав Сенгилеевского уезда Симбирского наместничества. В 1796 году — в Симбирской губернии.
После Отечественной войны 1812 года, в честь Победы над французами, помещиком Андреем Васильевичем Фатьяновым, уездный предводитель дворянства, был построен пятиглавый каменный храм с редкой для сёл архитектурой.
В 1839 году в селе открылась начальная земская школа.
В 1854 году помещицей Екатериной Михайловной Фатьяновой был построен холодный каменный храм. Престол в нём во имя Святителя и Чудотворца Николая.
На 1859 год с. Кротково (Тукшум, Богородское) при рч. Тукшуме и ручье Сухом в 226 дворах жило: 825 м. п. и  899 ж. п., имелась церковь.
Весной 1862 года губернатору Анисимову Михаилу Ивановичу лично пришлось наводить порядок в селе.
Церковно-приходское попечительство существует с 1882 года.
В конце 19 века по переписи 1897 года число жителей в селе доходило до 2500 человек, в 1926 – 2070 человек. В нем было волостное правление, школа и две церкви. В поздний советский период в селе работало подсобное хозяйство Ульяновского центра микроэлектроники .

## Население
На 1900 год в селе в 276 дворах жило: 877 м. и 807 ж.; Население составляло 603 человека в 2002 году (русские 81%), 489 по переписи 2010 года.

## Известные уроженцы
- Прохоров Владимир Ильич — Герои Социалистического Труда, родился в 1932 году в селе Кротково Сенгилеевского района Ульяновской области, звеньевой колхоза «Победа» Чердаклинского района Ульяновской области[8].
- Метальников, Сергей Иванович — русский учёный-зоолог, иммунолог, эволюционист[9].
- Метальников, Николай Иванович — агроном, депутат Государственной думы I созыва от Симбирской губернии[9].
- Топорнин, Никонор Степанович — командир 3-го пехотного полка Симбирского народного ополчения 1812 года[9].
- генерал–майор Фатьянов (Фатеев) Андрей Васильевич — действительный статский советник, участник Бородинского сражения, похоронен здесь[10].
- Почекуев, Кирилл Тихонович — учитель, эсер, депутат Всероссийского Учредительного собрания.

## Достопримечательности
- Церковь Николая Чудотворца — храм Святителя Николая Чудотворца (является объектом историко-культурного наследия регионального значения, восстанавливается)[11][12][10][13][14][15][10][16][17],
- Загородная усадьба дворян Кротковых[18],
- Парк загородной усадьбы дворян Кротковых «Сосновая Аллея»,
- археологически неисследованная древнее городище булгарской эпохи «Кудеяров городок»,
- Памятник – обелиск односельчанам, погибшим в годы  Великой Отечественной войны 1941-1945 гг.
- Здесь похоронены воины и офицеры Симбирского 24-го пехотного полка участвовавший в Бородинском сражении умершие от ран и захоронены здесь же[10].